# Cho Tat-wah
Cho Tat-wah ou Tso Tat-wah est un acteur hongkongais né le 15 septembre 1915 et mort le 10 janvier 2007.

## Filmographie
- 1964 : Buddha's Palm
- 1980 : A Deadly Secret de Mou Tun-fei
- 1981 : Lady Kung-Fu de Liu Chia-liang
- 1982 : Mad Mission de Eric Tsang
- 1983 : Le Gagnant de Sammo Hung
- 1984 : Mad Mission 3: Our Man from Bond Street de Eric Tsang
- 1985 : Le Flic de Hong Kong de Sammo Hung
- 1985 : Le Flic de Hong Kong 2 de Sammo Hung
- 1986 : Shanghaï Express de Sammo Hung
- 1986 : Rien ne sert de mourir de Ringo Lam
- 1986 : Le Flic de Hong Kong 3
- 1986 : Le Retour de Mr. Vampire
- 1989 : Mad Mission 5 de Liu Chia-liang
- 1989 : Return of the Lucky Stars
- 1990 : Kung Fu VS Acrobatic
- 1996 : How to Meet the Lucky Stars